# Yongfeng (socken i Kina, Sichuan)
Yongfeng (kinesiska: 永丰乡, 永丰) är en socken i Kina. Den ligger i provinsen Sichuan, i den sydvästra delen av landet, omkring 200 kilometer öster om provinshuvudstaden Chengdu.
Genomsnittlig årsnederbörd är 1 393 millimeter. Den regnigaste månaden är juni, med i genomsnitt 264 mm nederbörd, och den torraste är december, med 8 mm nederbörd.